# Quinze de Novembro
Quinze de Novembro is een gemeente in de Braziliaanse deelstaat Rio Grande do Sul. De gemeente telt 3.678 inwoners (schatting 2009).

## Aangrenzende gemeenten
De gemeente grenst aan Alto Alegre, Campos Borges, Cruz Alta, Fortaleza dos Valos, Ibirubá en Selbach.